# Миомир Јовановић
Миомир Мики Јовановић (Косовска Митровица, 1963 — Косовска Митровица, 15. март 2019) био је српски песник, иконописац и сликар.

## Биографија
Рођен је 1963. године у Косовској Митровици, где је и завршио гимназију.
Песме су му превођене на руски, македонски и румунски језик. Добитник је више награда и признања за поезију. Био је председник Удружења уметника „Митрикс” из Косовске Митровице. Живео је и радио у Косовској Митровици
Добитник је „Пера Деспота Стефана” на Видовдан 2007. године у Грачаници, на „Видовданском песничком причешћу”
Био је ожењен и отац двоје деце.
Преминуо је 15. марта 2019. године, у 56. години, у родном граду, након дуге и тешке болести. Сахрањен је сутрадан, 16. марта 2019, на гробљу Рударе.

## Дела
Аутор је следећих збирки поезије:
- И реч живот роди
- Небеска врата
- Знам ја вас
- Кад ноћ јутро не признаје